# Amanda Jenssen
Jenny Amanda Katarina Jenssen (født Bengtsson, 12. september 1988 i Lund, Sverige) er en svensk sangerinde.

## Diskografi
- Happyland (2009)